# La virgen de agosto
La virgen de agosto és una pel·lícula espanyola còmica del 2019 dirigida per Jonás Trueba i protagonitzada per Itsaso Arana i Vito Sanz. Va ser escrita per Arana i Trueba.

## Sinopsi
Eva (Itsaso Arana) és una noia de trenta-tres anys que ha decidit passar el mes d'agost a Madrid. D'ella i del seu passat no sabem res, tret que un amic que marxa de vacances li presta el seu apartament en el centre de la capital espanyola durant 30 dies. En aquestes jornades estivals se celebraran a Madrid les festivitats de sant Llorenç i de la Verge de la Coloma. Són, doncs, dies de festes de barri i revetlles populars presidits per la mol·lície i la calor. I Eva ha decidit deixar-se portar pels sentits, deixar de pensar en profunditats i buscar que les coses es desenvolupin d'una manera natural. Coneix a una veïna estrangera amb qui coincideix en el portal, que es retroba amb una vella amiga, ara mare d'un bebè que li tira en cara les seves absències i oblits. També coneix a dos joves estrangers, un anglès i un altre gal·lès, amb els quals passa un dia de camp a la manera que descriu Rafael Sánchez Ferlosio en El Jarama. Una tarda, la nostra protagonista coincideix en l'entrada d'un cinema amb Luis, un vell amic amb qui va tenir una tempestuosa relació sentimental. I una nit, a altes hores de la matinada, descobreix a un home solitari que sembla voler saltar del viaducte del carrer Bailèn. Amb aquest jove, que és actor a temps parcial i cambrer, passarà a mantenir una breu amistat en la calorosa ciutat. Una amistat que la marcarà per a mai més tornar a ser la persona que va ser.

## Repartiment
- Itsaso Arana
- Vito Sanz
- Joe Manjón
- Isabelle Stoffel
- Luis Heras
- Mikele Urroz
- María Herrador
- Naiara Carmona

## Rodatge
Després de pel·lícules com Todas las canciones hablan de mí, La reconquista, Los exiliados románticos o Los ilusos, Trueba va rodar el seu cinquè llargmetratge a la ciutat de Madrid durant cinc setmanes, entre finals de juliol i finals d'agost de 2018. Ho va fer amb actors habituals en la seva filmografia i per poder rodar en llibertat durant les festes l'ajuntament els va donar un permís de firaires.

## Premis
La pel·lícula va participar en diversos festivals espanyols i internacionals. Va guanyar el premi FIPRESCI i una menció especial al Festival Internacional de Cinema de Karlovy Vary, el premi a la millor actriu i al millor guió al Festival de Cinema d'Espanya de Tolosa de Llenguadoc i el premi al millor guió al Festival de Cinema de Mons.